# Galaxie naine des Poissons
La galaxie naine des Poissons, couramment appelée LGS 3, est une galaxie naine irrégulière du Groupe local, située à environ 2,5 millions d'années-lumière (770 kpc), dans la constellation des Poissons, non loin de la galaxie du Triangle. Il s'agit probablement d'une galaxie satellite de la galaxie d'Andromède.
Elle est découverte en octobre 1978 dans un travail de recherche de galaxies satellites de M31 et M33. Elle est cataloguée avec quatre autres objets sous le terme de Local Group Suspect, c’est-à-dire d’objets susceptibles de faire partie du Groupe Local ; c'est l'origine de la désignation LGS 3. Ce sera en réalité la seule galaxie dont l'appartenance au Groupe Local sera par la suite confirmée, et ce dès l'année suivante.
LGS 3 possède les propriétés des galaxies naines sphéroïdales et des naines irrégulières : comme les premières, elle possède essentiellement des étoiles âgées de faible métallicité ; comme les secondes, elle contient un peu de gaz d'hydrogène atomique, indiquant une population stellaire jeune. Il semble s'agir d'un objet de transition entre les deux catégories.
Un nuage à grande vitesse, appelé HVC 127-41-330, a été détecté à proximité de cette galaxie et serait en interaction avec elle. Il pourrait s'agir de la première galaxie noire identifiée.